# Robert G. Vignola
Robert G. Vignola, född 5 augusti 1882 i Trivigno i Italien, död 25 oktober 1953 i Hollywood, var en amerikansk skådespelare, manusförfattare och regissör. 

## Filmografi

### Regi i urval
- 1920 - Världens dom
- 1937 - The Girl from Scotland Yard
- 1934 - The Scarlet Letter
- 1927 - Cabaret
- 1919 - His Official Fiancée

### Roller i urval
- 1915 - The Vanderhoff Affair
- 1915 - In the Hands of the Jury
- 1914 - The Devil's Dansant
- 1913 - The Fire-Fighting Zouaves
- 1912 - From the manger to the cross
- 1911 - The Love of Summer Morn
- 1906 - The Black Hand